# Lophuromys medicaudatus
Lophuromys medicaudatus је врста глодара из породице мишева (Muridae).

## Распрострањење
Врста има станиште у ДР Конгу, Руанди и Уганди.

## Станиште
Врста Lophuromys medicaudatus има станиште на копну.
Врста је по висини распрострањена до 2.500 метара надморске висине. 

## Угроженост
Ова врста се сматра рањивом у погледу угрожености врсте од изумирања.

### Популациони тренд
Популација ове врсте се смањује, судећи по расположивим подацима.